# Who's Next
Albums de The Who
Tommy
(1969) Quadrophenia
(1973)
Singles
1. Won't Get Fooled Again
Sortie : 25 juin 1971
2. Baba O'Riley
Sortie : octobre 1971
3. Behind Blue Eyes
Sortie : octobre 1971

Who's Next est le cinquième album studio du groupe de rock britannique The Who, sorti le 14 août 1971. Il est développé à partir du projet avorté Lifehouse, un opéra-rock écrit par le compositeur principal du groupe Pete Townshend, dans le prolongement de l'album Tommy sorti en 1969. Le projet est annulé en raison de sa complexité et d'un conflit avec Kit Lambert, le manager des Who, mais le groupe récupère plusieurs chansons, et les déconnecte du récit de science-fiction développé dans Lifehouse, pour en faire « leur prochain album ». Huit des neuf chansons de Who's Next sont extraites de Lifehouse, la seule exception étant My Wife écrit par le bassiste John Entwistle. En fin de compte, les morceaux restants de Lifehouse seront tous publiés sur d'autres albums au cours de la décennie suivante
Who's Next est enregistré avec l'aide de l'ingénieur du son Glyn Johns. Après avoir produit la chanson Won't Get Fooled Again dans le studio mobile Rolling Stones, les Who s'installent dans les Studios Olympic pour enregistrer et mixer la plupart des titres restants de l'album. Ils font un usage important du synthétiseur, en particulier sur Won't Get Fooled Again et Baba O'Riley, qui sont tous deux publiés en single. La photo de la pochette est prise par Ethan Russell ; elle fait référence au monolithe présent dans le film 2001, l'Odyssée de l'espace, montrant les membres du groupe debout dans un terrain vague, en train de remonter leurs braguettes près d'un bloc vertical en béton, après avoir manifestement uriné sur ses parois.
Who's Next est un succès immédiat lors de sa sortie. Il est depuis lors considéré par de nombreux critiques comme le meilleur disque des Who et l'un des meilleurs albums rock de tous les temps. Il est réédité plusieurs fois sur différents supports, agrémenté de chansons supplémentaires initialement destinées au projet Lifehouse.

## Genèse et enregistrement
Cet album prend ses sources dans le projet Lifehouse, abandonné. Pour ce projet, Townsend avait enregistré des bandes « démo » dans son studio personnel, jouant de tous les instruments. Curieusement, les démos s'avèrent extrêmement proches du résultat final : l'interprétation par tout le groupe. Townshend avait décrit ce projet comme un opéra-rock futuriste, enregistré en direct, mais constituant également la musique d'un film. Ceci se montra particulièrement impraticable à plusieurs niveaux. S'ensuivit une perte de confiance du groupe, ainsi qu'une querelle entre Pete Townshend et le manager Kit Lambert. Des années plus tard, Townshend avouera que l'échec du projet le mena au bord de la dépression nerveuse et même du suicide : lors d'une fête donnée par les Who dans un immeuble à dix étages, Townshend s'approcha de la fenêtre avec la ferme intention de sauter dehors avant d'être arrêté par un des fêtards.
Plusieurs pistes furent enregistrées à New York, mais le groupe revint en studio avec le producteur Glyn Johns avant de repartir à zéro. Bien que le projet Lifehouse ait été abandonné, des bribes de cette œuvre réapparurent sur ce qui allait être Who's Next. Un passage de Pure and Easy — chanson décrite par Townshend comme le pivot central de Lifehouse - réapparaît dans les lignes finales de The Song Is Over. Un concept initial de Lifehouse était de créer un synthétiseur capable de s'alimenter des données personnelles de membres du public pour créer des musiques. Il a beaucoup été cru que ce sont les statistiques vitales [Quoi ?] de Meher Baba qui ont généré la piste jouée par le synthétiseur dans Baba O'Riley.
Cependant, l'abandon du projet permit aux membres du groupe d'acquérir une certaine liberté, puisqu'ils purent se concentrer sur les morceaux individuels.
Bien que le projet initial de Townshend ait échoué, il continua de développer le concept, le revisitant dans plusieurs albums. De surcroît, les compositions de Pete Townshend destinées à Lifehouse et abandonnées pour Who's Next serviront à alimenter la discographie des Who jusqu'au décès de Keith Moon en 1978.

## Réception
Who's Next est l'un des plus grands succès critiques et populaires du groupe. D'autre part, c'est le seul album du groupe à avoir atteint la première place des ventes dans la patrie des Who, la Grande-Bretagne. Également, il atteint la quatrième place aux États-Unis, renouvelant la performance de Tommy deux ans plus tôt. Le critique réputé Robert Christgau donna un « A », soit l'une des plus hautes notes de son système de notation. L'album est également très bien reçu par Rolling Stone et d'autres ouvrages spécialisés.
Certaines chansons, dont Baba O'Riley, sont devenus des classiques pour les radios FM américaines, et seront diffusées de nombreuses fois. Cet album a un ancrage très particulier dans la culture populaire ; certains titres servent de bande originale à des films ou à des séries télévisées. Les exemples les plus typiques en sont les séries américaines Les Experts : Miami et Les Experts : Manhattan, dont les génériques sont accompagnés respectivement de Won't Get Fooled Again et Baba O'Riley.
Les opinions des membres du groupe divergent à son sujet : Roger Daltrey estime que Who's Next est, et de loin, le meilleur album jamais enregistré par le groupe. Le chanteur pense que seul Who's Next a su cristalliser la puissance du groupe en concert avec le raffinement du studio. Pete Townshend exprime quant à lui son amertume face à l'échec du projet Lifehouse, qu'il estimait être le pinacle de sa carrière. Ce qui ne peut être discuté, c'est que ce disque représente un des chefs-d'œuvre des Who et un album qui a durablement marqué son époque ainsi que la sphère de la musique populaire. Par exemple, les synthétiseurs sont rapidement devenus une composante essentielle de la musique rock ; il convient de se rappeler que les Who sont parmi les premiers promoteurs de ce nouvel instrument. L'année 1971 est marquée par la parution de nombreux albums de grande qualité : on peut citer Sticky Fingers des Rolling Stones, Led Zeppelin IV de Led Zeppelin, Meddle des Pink Floyd ou What's Going On de Marvin Gaye. Le rock a alors atteint une maturité et une envergure stupéfiantes au début des années 1970, et c'est en partie grâce aux Who et à Who's Next.

## Caractéristiques artistiques
L'album a été immédiatement reconnu pour le son dynamique et unique, lié notamment à l'utilisation pionnière de synthétiseurs, permise par les grands progrès faits en ingénierie sonore depuis la décennie précédente. Le résultat était proprement stupéfiant à l'époque, sans précédent dans la musique rock (bien que mal apprécié par certains fans des Who de l'époque). Le son souvent agressif de cet album tranche avec des moments de picking à la guitare acoustique, et le chant arrogant de Roger Daltrey alterne avec des moments plus calmes et introspectifs.
Townshend utilisa les synthétiseurs de différentes manières : comme un effet de bourdon sur plusieurs chansons, comme Baba O'Riley et Won't Get Fooled Again, et, d'autre part, dans un rôle plus délicat, comme dans l'introduction de Bargain ; enfin comme imitateur de sons, dans The Song Is Over, où le son ressemble à celui d'une bouilloire en ébullition. Townshend utilisa également un effet appelé Envelope Follower dans la chanson Going Mobile pour moduler le spectre de sa guitare, donnant ainsi un son couinant qui dégénère en gargouillement à la fin du morceau.
L'album débute avec l'innovant Baba O'Riley, avec Townshend au piano et Dave Arbus (d'East Of Eden) au violon. Nommé ainsi en référence à Meher Baba (gourou de Townshend) et Terry Riley (figure incontournable de la musique avant-gardiste), la piste réunit les expérimentations de Townshend sur le synthétiseur et des textures exotiques avec le son hard rock traditionnel. Autres chansons caractéristiques : la ballade Behind Blue Eyes et la piste finale de l'album, l'épique poids-lourd rock Won't Get Fooled Again.

### Pochette
La pochette de l'album montre une photographie, prise à Easington Colliery, avec le groupe venant juste d'uriner sur un grand pilier de béton situé sur un terril. D'après le photographe Ethan A. Russell (qui réalisa par ailleurs le livret de photos de Quadrophenia), la plupart des membres étaient incapables d'uriner, alors de l'eau de pluie fut prise d'une boîte métallique pour réussir l'effet désiré. La photo est souvent prise comme une référence au monolithe découvert sur la Lune dans 2001, l'Odyssée de l'espace, qui parut trois ans plus tôt.
Le groupe était en route, rentrant d'un concert à Sunderland, le 8 mai 1971. John Entwistle et Keith Moon discutaient de 2001, l'Odyssée de l'espace, lorsqu'ils aperçurent des blocs servant à maintenir des terrils, avant de remarquer leur ressemblance avec le monolithe extraterrestre décrit dans 2001. Pete Townshend a dit que c'était une pique lancée contre Stanley Kubrick qui avait refusé de diriger le film Tommy, mais cette information est sujette à caution, le guitariste ayant peut-être plaisanté. D'aucuns prétendent que Lifehouse était une version dystopique de 2001 : L'Odyssée de l'espace, mais cette interprétation semble hasardeuse.
Une précédente maquette de couverture montrait des femmes nues grotesquement obèses ; elle a été publiée autre part mais n'a pas servi pour cet album. Un autre projet de pochette montrait le batteur Keith Moon (jamais lassé de ce genre de facéties), habillé de lingerie noire, avec un fouet de corde, et une perruque brune ; elle figure au centre de l'édition en CD. La photo présente au dos de la pochette, représentant les membres du groupe dans une arrière-salle remplie de chaises, a été prise en coulisses à Leicester le 4 mai 1971.

## Liste des titres
Toutes les chansons sont écrites par Pete Townshend, sauf indication contraire.

### Album original
Face 1
1. Baba O'Riley – 5:07
2. Bargain – 5:34
3. Love Ain't for Keeping – 2:11
4. My Wife (John Entwistle) – 3:41
5. The Song Is Over – 6:16

Face 2
1. Getting in Tune – 4:49
2. Going Mobile – 3:43
3. Behind Blue Eyes – 3:45
4. Won't Get Fooled Again – 8:33

### Bonus de la réédition de 1995
1. Pure and Easy (version inédite) – 4:22
2. Baby Don't You Do It (version inédite) (Brian Holland, Lamont Dozier & Edward Holland, Jr.) – 5:14
3. Naked Eye – 5:31
4. Water (version inédite) – 6:25
5. Too Much of Anything – 4:25
6. I Don't Even Know Myself – 4:56
7. Behind Blue Eyes (version inédite) – 3:28

### Édition Deluxe

#### Disque 1
1. Baba O'Riley – 4:59
2. Bargain – 5:34
3. Love Ain't for Keeping – 2:11
4. My Wife (John Entwistle) – 3:41
5. The Song Is Over – 6:16
6. Getting in Tune – 4:50
7. Going Mobile – 3:43
8. Behind Blue Eyes – 3:39
9. Won't Get Fooled Again – 8:38
10. Baby Don't You Do It (version inédite) (Brian Holland, Lamont Dozier & Edward Holland, Jr.) – 8:21
11. Getting In Tune (outtake) – 6:33
12. Pure and Easy – 4:33
13. Love Ain't for Keeping – 4:06
14. Behind Blue Eyes (outtake) – 3:30
15. Won't Get Fooled Again (outtake) – 8:48

#### Disque 2 (Live au Young Vic Theatre,Londres, 26 avril 1971)
1. Love Ain't for Keeping – 2:57
2. Pure and Easy – 6:00
3. Young Man Blues (Mose Allison) – 4:47
4. Time Is Passing – 3:59
5. Behind Blue Eyes – 4:49
6. I Don't Even Know Myself – 5:42
7. Too Much of Anything – 4:20
8. Getting In Tune – 6:42
9. Bargain – 5:46
10. Water – 8:19
11. My Generation – 2:58
12. (I'm A) Road Runner (Bo Diddley) – 3:14
13. Naked Eye – 6:21
14. Won't Get Fooled Again – 8:50

## Musiciens
The Who
- Roger Daltrey - chant
- Pete Townshend - guitares, orgue, VCS3, synthétiseur ARP 2500, chant, piano sur Baba O'Riley
- John Entwistle - basse, cuivres, chant, piano sur My Wife
- Keith Moon - batterie et percussions

Musiciens additionnels
- Dave Arbus - violon sur Baba O'Riley
- Al Kooper - orgue Hammond sur la version alternative de Behind Blue Eyes
- Nicky Hopkins - piano sur The Song Is Over et Getting In Tune
- Leslie West - guitare solo sur Baby, Don't You Do It et Love Ain't for Keeping (version électrique)

## Reprises
Plusieurs chansons de l'album sont reprises dans des séries TV : Baba O'Riley dans Les Experts : Manhattan (générique) et Dr House (saison 1), 1 001 Pattes ; Won't Get Fooled Again dans Les Experts : Miami (générique).
La chanson Behind Blue Eyes a été reprise par le groupe Limp Bizkit en 2003.

## Charts et certifications

### Album
Charts
| Pays                             | Durée du classement | Meilleur classement | Date              |
| -------------------------------- | ------------------- | ------------------- | ----------------- |
| Allemagne (GfK Entertainment)    | 5 semaines          | 14e                 | 22 septembre 2023 |
| Australie (Go Set Albums Charts) | 20 semaines         | 4e                  | 11 décembre 1971  |
| Autriche (Ö3 Austria Top 40)     | 1 semaines          | 38e                 | 26 septembre 2023 |
| Belgique (V) (Ultratop)          | 2 semaines          | 163e                | 30 septembre 2023 |
| Belgique (W) (Ultratop)          | 2 semaines          | 30e                 | 23 septembre 2023 |
| Canada (RPM)                     | 30 semaines         | 5e                  | 9 octobre 1971    |
| Écosse (Scottish Album Chart)    | 8 semaines          | 25e                 | 15 juin 2018      |
| Espagne (Promusicae)             | 1 semaine           | 77e                 | 24 septembre 2023 |
| États-Unis (Billboard 200)       | 43 semaines         | 4e                  | 11 septembre 1971 |
| France (SNEP)                    | 23 semaines         | 2e                  | 7 octobre 1971    |
| Italie (FIMI)                    | 1 semaine           | 100e                | 1er août 2013     |
| Norvège (VG-lista)               | 14 semaines         | 6e                  | 25 octobre 1971   |
| Pays-Bas (MegaCharts)            | 7 semaines          | 2e                  | 18 septembre 1971 |
| Royaume-Uni (UK Albums Chart)    | 20 semaines         | 1er                 | 12 septembre 1971 |
| Suisse (Schweizer Hitparade)     | 1 semaine           | 39e                 | 24 septembre 2023 |

Certifications
| Pays        | Certification | Ventes      | Date           |
| ----------- | ------------- | ----------- | -------------- |
| États-Unis  | 3 × Platine   | 3 000 000 + | 8 février 1993 |
| Italie      | Or            | 25 000 +    | 2015           |
| Royaume-Uni | Platine       | 300 000 +   | 15 juin 2018   |

### Singles
Won't Get Fooled Again
| Chart                   | Durée du classement | Position | Date              | Certification |
| ----------------------- | ------------------- | -------- | ----------------- | ------------- |
| (Hot 100)               | 13 semaines         | 15e      | 18 septembre 1971 | Argent        |
| (Single Top 100)        | 13 semaines         | 27e      | 16 août 1971      | Argent        |
| (Go Set Singles Charts) | 10 semaines         | 14e      | 27 novembre 1971  | Argent        |
| (W) (Ultratop)          | 5 semaines          | 37e      | 4 septembre 1971  | Argent        |
| (RPM Top Singles)       | 13 semaines         | 7e       | 18 septembre 1971 | Argent        |
| (IRMA)                  | 3 semaines          | 14e      | 19 août 1971      | Argent        |
| (Single Top 100)        | 4 semaines          | 8e       | 31 juillet 1971   | Argent        |
| (UK Singles Chart)      | 12 semaines         | 9e       | 8 août 1971       | Argent        |

Baba O' Riley
| Chart              | Durée du classement | Position | Date             | Certification     |
| ------------------ | ------------------- | -------- | ---------------- | ----------------- |
| (UK Singles Chart) | 1 semaine           | 55e      | 19 août 2012     | Platine · Platine |
| (Single Top 100)   | 1 semaine           | 200e     | 18 août 2012     | Platine · Platine |
| (Single Top 100)   | 6 semaines          | 11e      | 13 novembre 1971 | Platine · Platine |

Behind Blue Eyes
| Chart             | Durée du classement | Position | Date             | Certification |
| ----------------- | ------------------- | -------- | ---------------- | ------------- |
| (Hot 100)         | 11 semaines         | 34e      | 18 décembre 1971 | Argent        |
| (RPM Top Singles) | 13 semaines         | 23e      | 25 décembre 1972 | Argent        |
| (Single Top 100)  | 1 semaine           | 147e     | 16 juin 2012     | Argent        |